# Bitka za Višegrad
Bitka za Višegrad je bila najznačajnija bitka velike antiosovinske ofanzive Jugoslovenske Vojske u Otadžbini (JVuO) protiv Sila osovine u istočnoj Bosni u jesen 1943 u okupiranoj Jugoslaviji tokom drugog svetskog rata. Oko 2500 vojnika četničkih odreda JVuO su zauzeli Višegrad, uništili veliki železnički most preko Drine i nastavili napredovanje prema Rogatici i Sokocu. Zajedno sa četnicima su u ovoj bici učestvovali i pripadnici britanske i američke misije koji su svoj najveći doprinos dali prilikom rušenja mosta. Nemački i ustaški garnizon u Višegradu i ostale snage sila osovine koje su štitile most od ukupno 1,100 vojnika su imale oko 350 mrtvih i oko 400 ranjenih. Na strani četnika je bilo 21 mrtvih i 30 ranjenih vojnika. U daljem naletu su četnici započeli bitku za Rogaticu u kojoj su ubili više od 200 vojnika sila osovine i oslobodili Rogaticu.
Ove pobede JVuO protiv snaga sila osovine su na radiju BBC bile pripisane Titovim komunističkim formacijama, kao što je bio slučaj u mnogim drugim situacijama u ovoj fazi rata. Uprkos brojnim protestima, BBC nije objavio bilo kakve korekcije ovih pogrešnih vesti. Kada su snage JVuO napale Sokolac 21 oktobra 1943 komunisti su ih napali sa leđa tako da se JVuO našla istovremeno pod vatrom i sila osovine i komunista što je zaustavilo napredovanje JVuO prema Sarajevu. Draža Mihailović je isticao da je ovo bio još jedan dokaz o saradnji komunista sa ustašama i Nemcima.

## Snage

### JVuO
Bitka za Višegrad je bila deo sveobuhvatne anti-osovinske ofanzive JVuO u istočnoj Bosni. Štab jedinica JVuO je bio u Višegradu i Dobrunu tokom ove ofanzive. JVuO je mobilisala 15-18.000 vojnika u četiri korpusa: Romanijskom, Cersko-Majevičkom, Mačvanskom i Avalskom korpusu. Ofanziva je nazivana i Trećim Četničkim Ustankom a njome je komandovao Zaharije Ostojić, dok su četnički odredi JVuO iz zapadne Srbije bili pod komandom Dragoslava Račića.
Oko 2.500 vojnika četničkih odreda JVuO je napadalo Višegrad upotrebljavajući teške minobacače, laku artiljeriju i pešadijsko naoružanje. Zajedno sa vojnicima JVuO su se borili i pripadnici britanske misije pod komandom brigadira Čarlsa Arsmstronga koji je stigao u štab JVuO krajem septembra 1943, kao i pripadnici američke misije pri štabu JVuO pod komandom Alberta Sajca. U skladu sa instrukcijama brigadira Armstronga, jedan od ciljeva napada na Višegrad je bio rušenje železničkog mosta na Drini. Manje od nedelju dana od dolaska Armstronga u štab JVuO, on i Sajc i Hadson su bili svedoci uspešnog napada četničkih odreda na Višegrad i uništenja železničkog mosta na Drini. Armstrong i Albert Sajc su se pridružili četničkim odredima u napadu na odred sila osovine koji je čuvao železnički most preko Drine u blizini Višegrada.

### Treći Rajh i ustaše
Nemački garnizon u Višegradu je imao više od 800 vojnika dok je još oko 300 vojnika čuvalo glavni železnički most preko Drine.

## Napad na Višegrad
Pripremni manevri za napad vojnika JVuO na Višegrad počeli su tokom noći 2 oktobra 1943. Pre nego što su izvršili juriš na Višegrad, vojnici JVuO su prvo uništili četiri manja mosta na Mokroj Gori. Dva dana kasnije vojnici JVuO su napali snage sile osovine u Višegradu.
Prema planu napada koji je razvio Zaharije Ostojić, napad na Višegrad je organizovan i sa leve i sa desne strane reke Drine. Napad sa leve strane je po planu počeo sat vremena pre napada sa desne strane reke, sa namerom da se isprovociraju nemačke snage da napuste bunkere na desnoj obali reke da bi podržali svoje snage na levoj obali reke. Napad je započeo 5 oktobra 1943 u 4 sata ujutru. Odmah se razvila žestoka bitka između vojnika JVuO i nemačkog i ustaškog garnizona u gradu. Tokom završne faze napada na Višegrad, četnici su izvršili fingirano povlačenje sa dela obruča prema Rogatici. Nemci su napuštajući Višegrad prošli kroz ovaj deo obruča prema Rogatici i upali u dobro pripremljenu zasedu u obliku potkovice koju su četnici napravili na Semećkom polju.
Vojnici četničkih odreda JVuO su zauzeli most na juriš, upotrebljavajući samo ručne bombe. Kada su zauzeli most, četnici su ga digli u vazduh uz pomoć britanskih minera pod komandom britanskog majora Arčija Džeka. Time je izvršeno naređenje Draže Mihailovića, na bazi britanskih instrukcija koje je preneo Armstrong, napadnut i oslobođen Višegrad i uništen železnički most preko Drine na pruzi Sarajevo-Užice.  Ovaj most je bio najduži železnički most koji je porušila pobunjenička gerila u okupiranoj Jugoslaviji tokom drugog svetskog rata.
U ovom napadu je učestvovalo oko 2.500 vojnika JVuO koji su ubili oko 350 ustaša i nemačkih vojnika i zarobili veću količinu municije i naoružanja. Snage sila osovine su imale i oko 400 ranjenih. Poginuo je 21 četnik a 30 je ranjeno.

## Posledice
Radio BBC je zaslugu za uspešnu kampanju JVuO protiv sila osovine i oslobođenje Višegrada pripisao komunistima. Uprkos protestima i zahtevima brojnih ličnosti i institucija uključujući i Kenneth Pickthorn i Londonske zvaničnike Jugoslovenske vlade u egzilu, radio BBC nije nikada objavio ispravku ovakvih vesti. Nakon oslobođenja Višegrada, vojnici JVuO su oslobodili i Rogaticu posle bitke koja se vodila 14 u 15 oktobra i u kojoj je ubijeno više od 200 vojnika sila osovine. Radio BBC je i ovaj uspeh pripisao oružanim formacijama komunističke partije Jugoslavije. Napredujući ka Sokocu i upotrebljavajući naoružanje koje su zaplenili od Nemaca i ustaša koji su se povlačili zajedno sa brojnim muslimanskim civilima koji su takođe pretrpeli značajne žrtve tokom napada četnika na ustaše i Nemce. Kada je JVuO napala snage sila osovine u Sokocu 21 oktobra 1943, jake naoružane formacije pod komandom komunista su ih napale sa leđa. U svom izveštaju Draža Mihailović je istakao da je to najbolji dokaz da komunisti tesno sarađuju sa ustašama i Nemcima.

## Literatura
- Tillotson, Michael (11. 3. 2011). SOE and The Resistance: As told in The Times Obituaries. A&C Black. ISBN 978-1-4411-4356-3.
- Pešić, Miodrag D. (2002). Operation Air Bridge: Serbian Chetniks and the Rescued American Airmen in World War II. Serbian Master's Society. ISBN 978-86-82235-12-5.
- Николић, Коста (2009). Италијанска војска и четници у Другом светском рату у Jугославији, 1941-1943. Институт за савремену историју. ISBN 978-86-7403-130-8.
- Ford, Kirk (1992). OSS and the Yugoslav resistance, 1943-1945. Texas A&M University Press. ISBN 978-0-89096-517-7.
- Rootham, Jasper; Димитријевић, Бојан Б (2004). Pucanj u prazno. Institut za savremenu istoriju.
- Charters, David; Tugwell, Maurice (1990). Deception Operations: Studies in the East-West Context. Brassey's. ISBN 978-0-08-036706-4.
- Karchmar, Lucien (1973). Draz̆a Mihailović and the Rise of the C̆etnik Movement, 1941-1942. Department of History, Stanford University.
- Živković, Radomir (1997). Romanijski kliktaji i krici. Zavod za udžbenike i nastavna sredstva.
- Mattingly, Robert E. (1989).  United States. Marine Corps. History and Museums Division, ур. Herringbone cloak - GI dagger, marines of the OSS. History and Museums Division, Headquarters, U.S. Marine Corps.
- Mencken, Henry Louis (1944). The American Mercury. Mercury Publications.
- Petovar, Rudi; Trikić, Savo (1982). Šesta proleterska istočno-bosanska brigada. Vojnoizdavački zavod.
- Николић, Коста (2009). Италијанска војска и четници у Другом светском рату у Jугославији, 1941-1943. Институт за савремену историју. ISBN 978-86-7403-130-8.